# Boys in a Band
Boys in a Band é uma banda feroesa de rock alternativo e indie rock formada em 2006 na cidade de Norðragøta.

## Integrantes
- Zachariasson – vocal e guitarra
- Heri Schwartz – órgão Hammond e vocal de apoio
- Heini – guitarra e vocal de apoio
- Sakaris – baixo e vocal de apoio
- The Rógvi – bateria e vocal de apoio